# Tomoyasu Yoshida
Tomoyasu Yoshida (japanisch 吉田 朋恭 Yoshida Tomoyasu; * 24. September 1997 in Takasaki, Präfektur Gunma) ist ein japanischer Fußballspieler.

## Karriere
Tomoyasu Yoshida erlernte das Fußballspielen in der Schulmannschaft der Maebashi Ikuei High School und der Universitätsmannschaft der Sanno Institute of Management. Seinen ersten Vertrag unterschrieb er 2020 bei Fukushima United FC. Der Verein aus Fukushima spielte in der dritthöchsten Liga des Landes, der J3 League. Für Fukushima absolvierte er 34 Drittligaspiele. Im März 2021 wechselte er zum Zweitligisten Montedio Yamagata. Für den Verein, der in der Präfektur Yamagata beheimatet ist, bestritt er 23 Zweitligaspiele. Der Tochigi SC, ebenfalls ein Zweitligist, nahm ihn im Juli 2022 unter Vertrag. Nach 32 Ligaspielen wechselte er im Januar 2024 zum Drittligisten Tegevajaro Miyazaki nach Miyazaki. Nach einer Spielzeit, in der er 18 Ligaspiele bestritt, wechselte er im Februar 2025 zum Viertligaaufsteiger Asuka FC.